# رونالد تاكاكس
رونالد تاكاكس (بالأوكرانية: Рональд Такач)‏ (ولد في 26 يناير 1998 في فيشكوفو، أوكرانيا) هو لاعب كرة قدم مجري يلعب حاليا لصالح نادي بودابست.

## روابط خارجية
- رونالد تاكاتش على موقع اتحاد أوكرانيا (الإنجليزية)
- رونالد تاكاتش على موقع قاعدة بيانات كرة القدم.إي يو (الإنجليزية)
- رونالد تاكاتش على موقع Soccerbase.com (لاعب) (الإنجليزية)
- رونالد تاكاتش على موقع Soccerway.com (الإنجليزية)
- رونالد تاكاتش على موقع عالم كرة القدم.نت (الإنجليزية)